# Università statale moscovita di arti e industria "S. G. Stroganov"

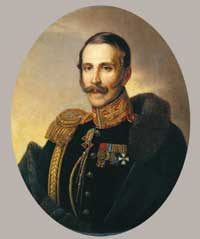
Il barone Stroganov, fondatore della scuola

L'Università statale moscovita di arti e industria "S. G. Stroganov" (MGChPA, in russo Московский государственный художественно-промышленный университет имени С.Г Стороганова?, Moskovskij gosudarstvennyj chudožestvenno-promyšlennyj universitet imeni S. G. Stroganova), informalmente chiamata anche Stroganovka (Строгановка), è una delle più antiche istituzioni russe nel campo del disegno industriale e delle arti monumentali e decorative. L'università è stata poi battezzata con il nome del suo fondatore, il barone Sergej Grigor'evič Stroganov.

## Storia
La scuola venne fondata nel 1825 dal barone Sergej Grigor'evič Stroganov, specializzandosi nelle arti decorative e applicate. Nel 1843 la scuola divenne statale e nel 1860 venne nuovamente rinominata come Istituto Stroganov per il disegno tecnico.
Dopo la Rivoluzione d'ottobre, la scuola venne riorganizzata e diventò parte dei Laboratori d'arte libera di Stato  (Государственные свободные художественные мастерские), Vchutemas e Vchutein. Dal 1930 assume la denominazione di Istituto moscovita per le arti decorative e applicate (Московский институт декоративного и прикладного искусства), MIDIPI (МИДИПИ). Nel 1945, terminata la seconda guerra mondiale, la scuola venne ripristinata come centro educativo di arte applicata. Solo dal 1996 l'istituto ottiene finalmente l'attuale denominazione.
Attualmente è una delle più diversificate scuole d'arte presenti in Russia: ha tre dipartimenti e tredici cattedre dedicate alla preparazione degli studenti in sei specializzazioni maggiori e sedici minori .